# サン・ジネージオ
サン・ジネージオ（伊: San Ginesio）は、イタリア共和国マルケ州マチェラータ県にある、人口約3,100人の基礎自治体（コムーネ）。

## 地理

### 位置・広がり
マチェラータ県のコムーネ。県都マチェラータから南南西へ24kmの距離にある。

#### 隣接コムーネ
隣接するコムーネは以下の通り。
- カンポロトンド・ディ・フィアストローネ
- チェッサパロンボ
- コルムラーノ
- フィアストラ
- グアルド
- リーペ・サン・ジネージオ
- サンタンジェロ・イン・ポンターノ
- サルナーノ
- トレンティーノ

### 気候分類・地震分類
サン・ジネージオにおけるイタリアの気候分類 (it) および度日は、zona E, 2435 GGである。
また、イタリアの地震リスク階級 (it) では、zona 2 (sismicità media) に分類される。

## 文化・観光
「イタリアの最も美しい村」クラブ加盟コムーネである。